# Rebekah Neumann
Rebekah Victoria Neumann (nascida em 26 de fevereiro de 1978) é uma empresária americana. Até 22 de setembro de 2019, ela atuou como diretora de marca e impacto na WeWork, uma empresa fundada por seu marido, Adam Neumann, e supervisionou seu programa educacional WeGrow.

## Infância e Educação
Neumann, filha de Evelyn e Bob Paltrow, cresceu em Bedford, Nova York e frequentou a Horace Mann School. Estudou administração e budismo na Universidade de Cornell. Mais tarde, ela se tornou uma instrutora certificada de ioga Jivamukti. É prima da atriz Gwyneth Paltrow. Neumann é descendente de judeus é praticante da fé. E no passado seu apelido era Rebi.

## Carreira
Depois de se formar na faculdade, Neumann entrou no Programa de Vendas e comércio do Salomon Smith Barney, conhecido atualmente como Morgan Stanley Wealth Management. No início de 2010, ela atuou e produziu alguns curtas-metragens usando o nome artístico Rebekah Keith.
Em 2010, seu marido, Adam Neumann, e Miguel McKelvey fundaram juntos a WeWork. E em 2017 ela fundou a WeGrow, uma escola particular em Chelsea.
Em setembro de 2019, depois que uma tentativa de tornar a empresa pública revelou problemas financeiros cada vez mais profundos, foi anunciado que Rebekah Neumann deixaria posição de CEO da WeGrow e renunciaria ao seu cargo na We Company.
Em outubro de 2019, foi anunciado que a escola WeGrow fecharia no final do ano letivo.

## Vida pessoal
Rebekah e o empresário israelense Adam Neumann se conheceram em Nova York, casaram em 2008 e hoje eles têm seis filhos.
Em 2015, seu pai, Robert Paltrow, foi sentenciado a seis meses de prisão pelo tribunal federal, um ano de liberdade supervisionada e uma multa de US$ 50.000 depois de ser condenado por falsificar suas declarações de imposto de renda. De acordo com o comunicado do Departamento de Justiça, os registros de Robert nos anos de 2007 e 2008 resultaram na falta de pagamento de $ 798.969 em impostos.

## Na cultura popular
Na série WeCrashed (2022), da Apple TV+, Rebekah Neumann é interpretada por Anne Hathaway.

## Filmografia

### Filmes
| Ano  | Título        | Função                      | Notas                |
| ---- | ------------- | --------------------------- | -------------------- |
| 2010 | Jogo de Poder | Diplomata das Nações Unidas | Função não creditada |
| 2010 | Nômades       | Sam                         |                      |

### Curtas-metragens
| Ano  | Título      | Função    | Notas |
| ---- | ----------- | --------- | ----- |
| 2010 | Awake       | Ara       |       |
| 2012 | Aunt Louisa | Katherine |       |